# アンラタ
アンラタ（英語: Anrata）は、エリトリア・デブバウィ・ケイバハリ地方北部の村
。アレエタ地区の行政府所在地・ティヨから南方に1キロメートル離れた近郊にある。北緯14度41分00秒、東経40度58分00秒。